# كيتوراه أورجي
كيتوراه أورجي (مواليد 5 مارس 1996) هي لاعبة أمريكية متخصصة في مسابقة قفز ثلاثي.